# Корчинський Єротей Іван
о. Єротей Корчинський, хресне ім'я Іван (лат. Hierotheus Ioannes Korczynskyj; 1 жовтня 1737, Перемишльська земля — 19 жовтня 1791, Почаїв) — руський церковний діяч, священник-василіянин, генеральний прокуратор Василіянського Чину в Римі (1772–1780) та генеральний вікарій василіян у 1786–1788 роках.

## Життєпис
Народився в Перемишльській землі в сім'ї Стефана Корчинського. 8 жовтня 1754 року вступив до Василіянського Чину на новіціят у Добромильський монастир, звідки після року новіціатського випробування переведений до Почаєва, де склав вічні обіти 5 листопада 1755 року. Після вічних обітів вивчав риторику в Гощі (1 рік) і філософію в Луцькому монастирі (1756–1758). Восени 1758 року призначений на богословські студії до Папської Урбаніанської колегії Пропаганди Віри в Римі (прибув 29 жовтня 1758). Під час навчання в Римі 5 квітня 1762 року в церкві Грецької Колегії св. Атанасія отримав священичі свячення з рук італо-албанського архієпископа-василіянина Йосифа Шіро (Joseph Schirò).
Повернувшись до своєї провінції, навчав риторики василіянських студентів у Любарі (1762–1764), був прокуратором справ Чину у Варшаві (з 18 лютого до 6 жовтня 1764), професором богослов'я в Шаргороді і ректором Уманської василіянської школи. 1768 року василіяни отримали від короля фундацію на заснування монастиря в столиці Речі Посполитої і о. Корчинський отримав призначення до Варшави для керівництва будівництвом, проте проект призупинили аж до 1784 року. Брав участь у Берестейській Генеральній капітулі Чину в 1772 році як настоятель монастиря св. Юра у Львові. На цій капітулі був обраний прокуратором василіян при Апостольській Столиці (до 1780 року). Після завершення уряду прокуратора, на капітулі в Тороканах 1780 року обраний протоконсультором Василіянського Чину, а коли 1786 року передчасно помер протоархимандрит Йосиф Моргулець, як генеральний вікарій перебрав керівництво Чином до наступної капітули (1788).
На завершення каденції 1788 року скликав Генеральну капітулу до Жидичинського монастиря на якій протоархимандритом обрали о. Порфирія Скарбек-Важинського. Під час свого урядування доклав великих зусиль для захисту інтересів Василіянського Чину і з цією метою звертався до папи Пія VI, короля Речі Посполитої та Ґнєзненського архієпископа. У Жидичинській капітулі високо оцінено його діяльність як прокуратора Чину і як генерального вікарія, і надано йому титул «емерит» Чину.
Помер у Почаєві 19 жовтня 1791 року.